# Кабульський університет
Кабульський університет розташований у Кабулі, столиці Афганістану. Заснований 1931 року, але офіційно навчання почалось наступного року. В університеті навчається близько 7 000 студентів, з яких 1 700 — жінки. Канцлер університету — Гамідулла Амін.

## Факультети

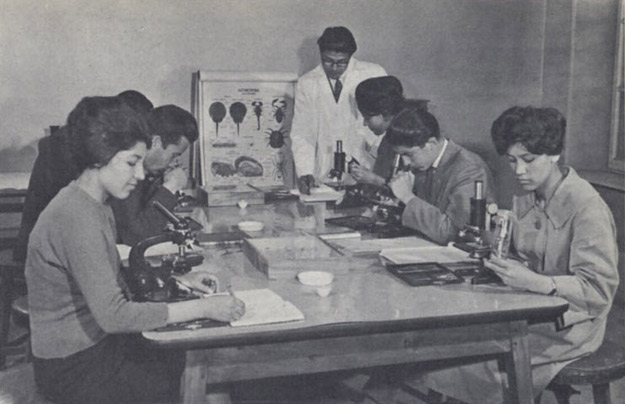
Біологічний клас наприкінці 1950-х або на початку 1960-х років

Кабульський університет має 14 факультетів:
- сільськогосподарчий
- економічний
- фармакологічний
- ісламський
- правничий
- філології та література
- науковий
- інформатики
- технічний
- журналістики
- ветеринарний
- соціальних наук
- психології
- географічний
- мистецький.

## Видатні випускники
- Хафізулла Амін — лідер Афганістану у 1979 році
- Мохаммед Абдул Вакіль — Міністр закордонних справ Афганістану (1986—1992)
- Ненсі Дюпре[en] — експерт з історії Афганістану
- Васеф Бахтарі[en] — професор
- Гаміда Бармакі — професор права, дитячий правозахисник
- Мавлана Файзані[en] — філософ і реформатор
- Саєд Нафізі — професор